# Paweł Dudek (duchowny)
Paweł Dudek (ur. 9 lutego 1878 w Kolonii Renerowskiej, zm. 26 lutego 1964 w Gross Reken) – duchowny rzymskokatolicki pochodzenia niemieckiego, kanonik honorowy Kapituły Katedralnej w Katowicach, pierwszy proboszcz parafii św. Anny w Katowicach-Janowie.

## Życiorys
Urodził się 9 lutego 1878 roku w Kolonii Renerowskiej (późniejsza część Rud) w rodzinie mistrza zduńskiego Andrzeja i Magdaleny z d. Gorus. Uczęszczał do szkoły powszechnej w Rudach, potem do szkoły prywatnej księcia raciborskiego, a następnie do gimnazjum w Gliwicach, Koźlu i Paczkowie, gdzie w 1901 roku zdał maturę. Jeszcze w tym samym roku rozpoczął studia teologiczne na Uniwersytecie Wrocławskim. Kiedy opuszczał Wrocław, posługiwał się zarówno językiem niemieckim, jak i polskim na poziomie literackim.
23 czerwca 1905 roku przyjął święcenia kapłańskie z rąk biskupa wrocławskiego ks. kard. Georga von Koppa, po czym zaczął pracę w mysłowickiej parafii Najświętszego Serca Pana Jezusa jako wikariusz. Po śmierci w 1909 roku proboszcza ks. Franciszka Klaszki został on administratorem parafii, mianowany na to stanowisko przez kurię wrocławską. Po przybyciu do Mysłowic nowego proboszcza ks. Ernesta Breslera, 22 października 1910 roku został lokalistą w Janowie (późniejsza część Katowic). Samodzielną parafię św. Anny erygowano 1 sierpnia 1912 roku. Dekret proboszczowski podpisał 12 listopada kard. Georg von Kopp, a jego uroczyste wprowadzenie na urząd proboszcza odbyło się 9 grudnia tego samego roku.
Wzniósł kościół parafialny pw. św. Anny, wybudowany z przerwami w latach 1914–1927. Gmach ten, zaprojektowany przez Emila i Georga Zillmannów, konsekrowano 23 października 1927 roku. W uznaniu jego zasług w 1927 roku biskup katowicki ks. Arkadiusz Lisiecki mianował go radcą duchownym.
Po włączeniu części Górnego Śląska do Polski przyjął polskie obywatelstwo, pozostając jednak przy narodowości niemieckiej. Starał się generalnie zachować neutralność w konfliktach narodowościowych podkreślając, że jest przede wszystkim duszpasterzem. 10 marca 1933 roku otrzymał nominację na stanowisko generalnego prezesa Związku Katolickiej Młodzieży Niemieckiej Diecezji Katowickiej. 14 września 1937 roku założył parafialny oddział Akcji Katolickiej oraz rozpoczął wydawanie dwujęzycznych Wiadomości Parafialnych.
W czasie II wojny światowej pomagał udręczonym Polakom, a także ratował z więzienia lub przed aresztowaniem swoich wikarych, księży Emanuela Płonkę i Leopolda Pietroszka. 22 listopada 1940 roku został kanonikiem honorowym Kapituły Katedralnej w Katowicach, a 28 marca 1941 roku wszedł w skład nowo powołanej Rady Diecezjalnej. Po deportacji biskupów katowickich, 28 lutego 1941 roku otrzymał delegację do sprawowania sakramentu bierzmowania.
Po wyzwoleniu Janowa z niemieckiej okupacji, 23 maja 1945 roku z przyczyn politycznych otrzymał kartę wysiedlenia i został zmuszony przez władze komunistyczne do opuszczenia parafii, gdyż był on ich zdaniem człowiekiem za bardzo sprzyjającym Niemcom. Decyzji tej nie zaakceptowały władze kościelne i formalnie aż do śmierci nie pozbawiły go funkcji proboszcza janowskiej parafii, wyznaczając do zarządzenia parafią administratora – pierwszym z nich został ks. Alfons Tomaszewski.
Po wyprowadzce z Janowa przez około półtora roku mieszkał u siostrzeńca w Zabrzu. Na przełomie lat 1946 i 1947 przebywał parę miesięcy w Zgorzelcu, a następnie w Turyngii oraz w diecezjach Fuldy i Hildesheimu, by ostatecznie trafić do Gross Reken w diecezji Münsteru, gdzie służył chorym i siostrom zakonnym w tamtejszym szpitalu. Pomagał także duszpastersko w sąsiednich parafiach.
Zmarł 26 lutego 1964 roku w Gross Reken. Pochowany został na tamtejszym cmentarzu.

## Upamiętnienie
- Tablica pamiątkowa w kruchcie kościoła św. Anny w Katowicach, umieszczona w 40. rocznicę poświęcenia kościoła[13].